# الذهب البندقي

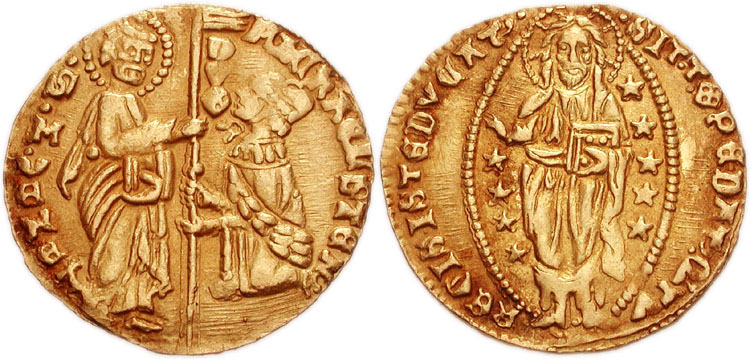

البندقي أو الذهب البندقي أو الدينار الأفرنتي كما كان يعرف في العالم الإسلامي و الدوقت أو الدوكات كما كان يعرف في أوروبا، هي عملة تجارية ذهبية أو فضية كانت تستعمل في أوروبا منذ أواخر العصور الوسطى حتى بداية القرن العشرين تزن هذه العملة 3.4909 غرام. حصل الذهب البندقي على قبول دولي واسع، حيث كان عملة معتمدة في الكثير من البلاد الإسلامية.

## تاريخ
قرر مجلس شيوخ البندقية إصدار عملة ذهبية في 31 أكتوبر 1284، وانتشرت في أوروبا باسم الدوكات (Ducat)، ويشير المقريزي إلى انه منذ سنة 800 هـ كثر تداول الذهب البندقي، مما ترتب عليه أن تسربت كميات من الذهب من الدولة الإسلامية، كالدولة المملوكية إلى البندقية لتسك منها تلك العملة الأفرنتية، وكان من الطبيعي أن تتفوق الدنانير البندقية في الأسواق المملوكية بما فيها من دقة الصنع والوزن الثابت والعيار المرتفع،  في مقابل دينار مملوكي هزيل ليس له عيار ثابت أو قطر محدد، فكان من السهل على التجار في سوق العملة استلام الدينار الأفرنتي بالعدد دون حاجة إلى وزن،
وفي المغرب الأقصى قام السلطان المولى إسماعيل بإقرار عملة قوية خالية من كل زيف لضمان حيوية التجارة واستقرار مداخيل بيت المال فسك عملة البندقي، بسبب عوامل الفوضى والمضاربة التي كانت منتشرة في البلاد ولتقويم بقايا الخلل الذي كان ينخر دواليب الإدارة المخزنية، فكان أول دينار علوي مقتبس من البندقية التي كان للمغرب معها منذ قرون صلات تجارية عبر البحر الأبيض المتوسط، وبدأ سك البندقي الذهبي بمكناس العاصمة ثم فاس ومراكش. وفي عهد السلطان محمد الثالث بن عبد الله تم تعزيز عملة البندقي دون المساس بعملة الموزونة الذهبية، واضطر ابنه المولى سليمان إلى سك صنفا جديدا من البندقي.
وكان عوام المصريين يعتقدون أن لذهب البندقي فوائد كبيرة منها أنه يمنع عقم المراة أو تعويقها عن الإنجاب، كما انه يستخدم في «حلب النجوم»، حيث يضع السحرة الذهب البندقي ليلاً في إناء فيه ماء وعند طلوع نجم مخصوص يتلون العزائم، فيدعون أنه ينزل ماء في ذلك الإناء ويدعون أنه نافع في عزيمة تحبب الرجل في زوجته وأنه دواء لكل الأمراض الجلدية.

## أماكن استخدام الداكوت
- النمسا
- تشيكوسلوفاكيا
- دنمارك
- ألمانيا بعض المحافظات وهي:
  - آوغسبورغ
  - هامبورغ
  - ساكسونيا
- المجر
- إيطاليا
- هولندا
- غدانسيك
- رومانيا
- روسيا
- سكوتلاندا
- إسبانيا
- سويد
- سويسرا
- يوغوسلافيا